# دونالد رايت
دونالد رايت (بالإنجليزية: Donald Wright) هو محامي وقاضي أمريكي، ولد في 2 فبراير 1907 في بلاسينتيا في الولايات المتحدة، وتوفي في 21 مارس 1985 في باسادينا في الولايات المتحدة.

## وصلات خارجية
- دونالد رايت على موقع إن إن دي بي (الإنجليزية)